# Municipio de San Carlos Sija
Municipio de San Carlos Sija är en kommun i Guatemala.   Den ligger i departementet Departamento de Quetzaltenango, i den västra delen av landet, 120 km väster om huvudstaden Guatemala City.
Följande samhällen finns i Municipio de San Carlos Sija:
- San Carlos Sija